# Ха-Поэль ха-Цаир
Ха-Поэ́ль ха-Цаи́р (ивр. הפועל הצעיר‎, Молодой Рабочий) — сионистское рабочее движение, позже — партия, действовавшая в Палестине с 1905 по 1929 год на принципах социалистического сионизма. В 1930 году объединилась с «Ахдут ха-Авода» в партию МАПАЙ.

## Создание и идеология

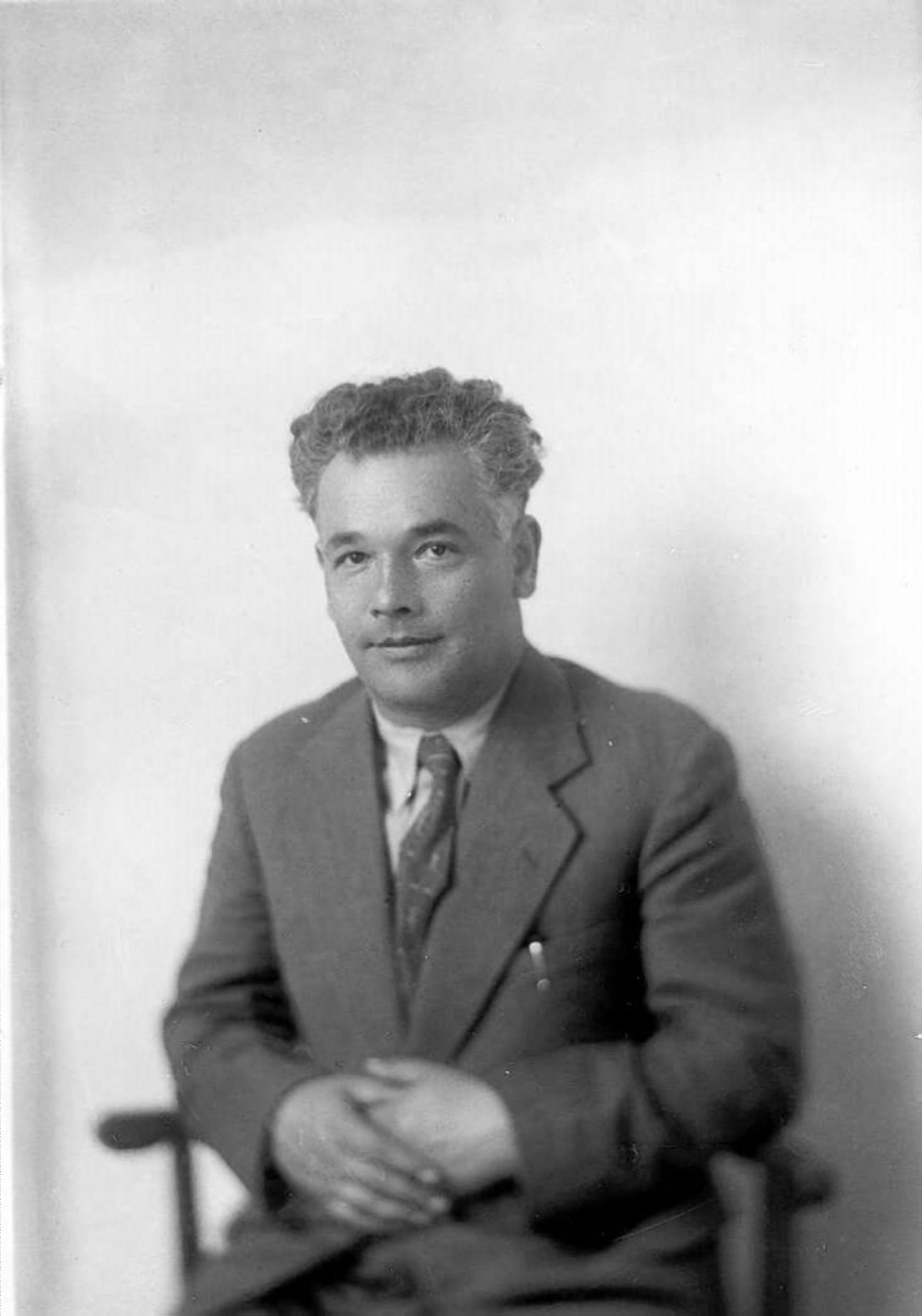
Шломо Цемах, один из основателей «Ха-Поэль ха-Цаир»

У истоков движения «Ха-Поэль ха-Цаир» стояли деятели Второй алии, в числе которых был Шломо Цемах. Первая ячейка организации была создана в Петах-Тикве. Несколько позже идеологическую программу движения в деталях разработал Йосеф Ааронович, бывший редактором одноимённой газеты (впоследствии печатного органа партии МАПАЙ). Одним из основных пунктов программы было заявление, что для победы сионизма необходимо завоевание всех сфер трудовой деятельности еврейскими рабочими (Киббуш ха-авода, англ. כיבוש העבודה, в буквальном переводе Завоевание труда), и требование включения пункта о необходимости еврейского труда в программу сионистского движения в целом. Согласно Краткой еврейской энциклопедии, «Ха-Поэль ха-Цаир» стал первой рабочей партией в Палестине.
Идейно движение «Ха-Поэль ха-Цаир» было оппонентом другой сионистской организации, «Поалей Цион», бывшей проводником идей одноимённой еврейской организации в диаспоре, в частности, критикуя её выраженную социалистическую программу, включавшую призыв к классовой борьбе, которая, по мнению лидеров «Ха-Поэль ха-Цаир», была непригодна для Палестины того времени. Классовой доктрине «Поалей Цион» движение противопоставило идею «всенародного социализма», разработанную Хаимом Арлозоровым на основе теорий Густава Ландауэра и Мартина Бубера (последний сам принимал участие в деятельности «Ха-Поэль ха-Цаир» в диаспоре). Расхождение во взглядах на классовую борьбу отражалось и в разногласиях в отношении вооружённой борьбы в целом. Так, если активисты «Поалей Цион» в массовом порядке вступали в ряды «Еврейского легиона» в годы Первой мировой войны, мало кто из членов второй организации пошёл воевать. В «Ха-Поэль ха-Цаир» также не одобряли сделанную «Поалей Цион» ставку на идиш и его популяризацию в странах рассеяния и поддерживали возрождение иврита, что подчёркивало тот факт, что в целом идеология «Ха-Поэль ха-Цаир» носила более националистический характер, чем у социалистов из «Поалей Цион». На практике, однако, обе организации активно сотрудничали.
Важное дополнение в программе организации появилось после Первой мировой войны. Оно заключалось в провозглашении целью создания еврейского большинства в Палестине, «весомого как в экономической, так и в культурной сферах». Эта цель подразумевала постоянный приток еврейских иммигрантов из диаспоры.

## Поселенческая деятельность
Принцип Киббуш ха-Авода на практике подразумевал отказ от наёмного арабского труда в уже созданных еврейских поселениях в Палестине (так называемых «мошавот») и создание новых сельскохозяйственных поселений, базирующихся на еврейском труде. Яростным защитником этой идеи, носившей название «завоевание почвы», в «Ха-Поэль ха-Цаир» был Йосеф Виткин. Движение «Ха-Поэль ха-Цаир» принимало активное участие в создании на территории Палестины кибуцев и мошавов, не отдавая предпочтения одной форме коллективного хозяйствования перед другой. В итоге члены организации были среди основателей как первого кибуца Дгания, так и первого мошава Нахалаль. Они принимали участие и в организации самообороны вновь создаваемых поселений, однако не входили в группу «Ха-Шомер», в которой состояли в основном члены «Поалей Цион».

## Политика и общественная деятельность
Начиная с VIII Всемирного сионистского конгресса в 1907 году «Ха-Поэль ха-Цаир» принимал регулярное участие в работе этого руководящего органа сионистского движения. В 1921 году лидер движения Йосеф Шпринцак стал членом исполкома Всемирной сионистской организации и, как указывает Электронная еврейская энциклопедия, первым представителем рабочих партий Палестины в его составе.
В странах рассеяния «Ха-Поэль ха-Цаир» сотрудничал с организациями «Гордония» (названа в честь одного из духовных лидеров «Ха-Поэль ха-Цаир» Аарона Давида Гордона) и Цеирей Цион. Апогеем работы в диаспоре стало создание в 1920 году Всемирной организации «Ха-Поэль ха-Цаир».
Наряду с одноимённой газетой, движение «Ха-Поэль ха-Цаир» выпускало с 1919 по 1921 год ежемесячник «Маабарот» литературно-публицистического содержания (редактор Яков Фихман). Под эгидой движения также действовало издательство «Ха-Поэль ха-Цаир», выпускавшее научные брошюры на иврите.
После создания Объединённых профсоюзов Палестины (Гистадрут), в котором «Ха-Поэль ха-Цаир» принял непосредственное участие, его представители вели борьбу в профсоюзном руководстве с большинством, представляющим партию «Ахдут ха-Авода», которую в движении рассматривали как ответвление «Поалей Цион». Несмотря на разногласия, в конце двадцатых годов позиции этих партий сблизились настолько, что на партийном съезде 1929 года большинством голосов было принято решение об объединении с «Ахдут ха-Авода». Объединённая партия, созданная в следующем году, получила название МАПАЙ (ивр. מפא"י- מפלגת פועלי ארץ ישראל‎, Мифлегет поалей Эрец-Исраэль, дословно — Рабочая партия Земли Израиля).